# Ligne de tramway 53 (SNCV Groupe de Liège)
La ligne 53 est une ancienne ligne du tramway vicinal de Liège de la Société nationale des chemins de fer vicinaux (SNCV) qui reliait Liège à Jemeppe-sur-Meuse.

## Histoire
1er mai 1901 : mise en service, traction électrique entre Liège Sainte-Croix et Grâce-Berleur Pérou.
16 mai 1903 : prolongement de Grâce-Berleur Pérou vers Hollogne-aux-Pierres.
1907 : prolongement de Liège Sainte-Croix vers la place Saint-Lambert à Liège.
1910 : attribution de l'indice 42.
vers 1920 : attribution de l'indice H.
1931 : attribution de l'indice 53; service partiel sous l'indice 56 Liège Place Saint-Lambert - Grâce-Berleur Église.
1933 : prolongement d'Hollogne-aux-Pierres vers la gare de Jemeppe par les voies de la ligne Jemeppe - Hannut entre Hollogne-aux-Pierres Bifurcation et la gare de Jemeppe; service partiel 55 entre Liège et Hollogne-aux-Pierres Bifurcation; le service partiel 56 reste inchangé.
31 juillet 1960 : suppression, remplacement par une ligne d'autobus sous le même indice.

## Exploitation

### Horaires
Tableaux : 469 (1931), numéro de tableau partagé entre les lignes 53, 58 et 61.
- 604 et 605 en 1950[3].